# Roadmade
《Roadmade》，是日本樂團可苦可樂的第1張錄音室專輯。2001年8月29日發行。

## 簡介
前作《ANSWER》約8個月之後發行。
收錄了《YELL》、《車轍》和《miss you》三首單曲。除了《Ring》之外的所有曲目都是在地下活動時期製作的。

## 收錄曲目
全編曲：可苦可樂　全作詞及作曲：小淵健太郎、特記除外
1. YELL（YELL〜エール〜）
2. 朝顏
3. 指南針（コンパス）
4. 來我身邊（そばにおいで）
5. Ring
6. memory
7. 2人
8. miss you
9. 車轍
10. ANSWER　作詞、作曲：可苦可樂

## 外部連結
- Roadmade（页面存档备份，存于）